# Liste der Monuments historiques in Bourg-des-Comptes
Die Liste der Monuments historiques in Bourg-des-Comptes führt die Monuments historiques in der französischen Gemeinde Bourg-des-Comptes auf.

## Liste der Bauwerke
| Bezeichnung        | Beschreibung | Standort | Kennzeichnung | Schutzstatus          | Datum          | Bild           |
| ------------------ | ------------ | -------- | ------------- | --------------------- | -------------- | -------------- |
| Château du Boschet | Schloss      | (Lage)   | PA00090508    | Classé Inscrit Classé | 1969 1998 2011 | weitere Bilder |

## Liste der Objekte

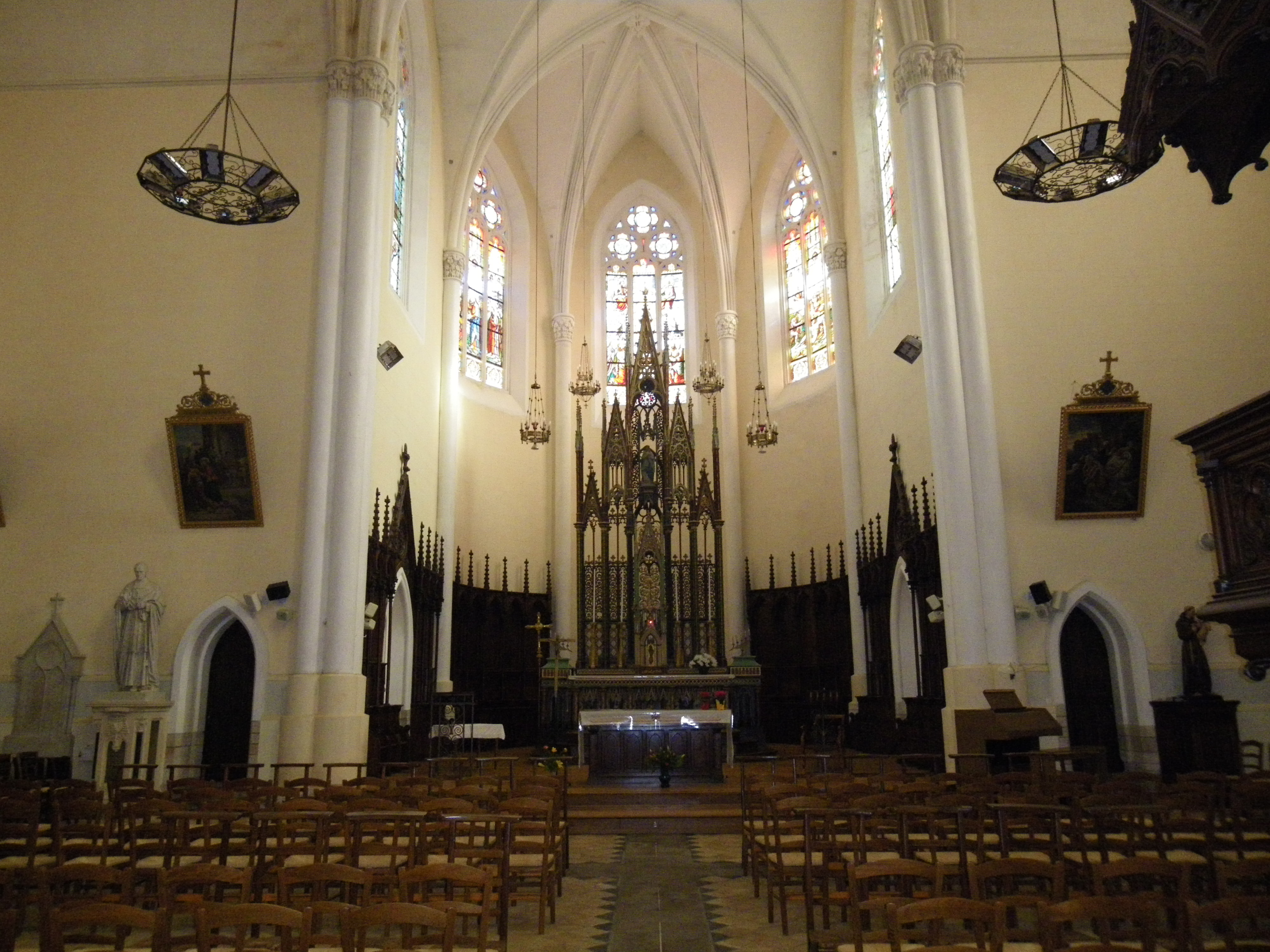
Hauptaltar in der Kirche Notre-Dame

- Monuments historiques (Objekte) in Bourg-des-Comptes in der Base Palissy des französischen Kultusministeriums